# Ladra
Ladra este o localitate din comuna Kobarid, Slovenia, cu o populație de 150 de locuitori.